# Artemisiopsis villosa
Artemisiopsis villosa là một loài thực vật có hoa trong họ Cúc. Loài này được (O.Hoffm.) Schweick. mô tả khoa học đầu tiên năm 1937.